# Spiroloxostoma
Spiroloxostoma es un género de foraminífero bentónico de la subfamilia Siphogenerinoidinae, de la familia Siphogenerinoididae, de la superfamilia Buliminoidea, del suborden Buliminina y del orden Buliminida. Su especie tipo es Spiroloxostoma croarae. Su rango cronoestratigráfico abarca desde el Mioceno hasta el Plioceno inferior.

## Discusión
Clasificaciones previas incluían Spiroloxostoma en el suborden Rotaliina del orden Rotaliida.

## Clasificación
Spiroloxostoma incluye a las siguientes especies:
- Spiroloxostoma croarae †
- Spiroloxostoma eavenae †
- Spiroloxostoma maghrebensis †

Otra especie considerada en Spiroloxostoma es:
- Spiroloxostoma glabra, también aceptado como Hopkinsinella glabra